# Derbi de Brujas
El derbi de Brujas es la rivalidad local de los equipos de fútbol Club Brujas y Círculo Brujas, equipos que comparten el Jan Breydel Stadium.

## Historia
El primer enfrentamiento entre ambos se dio en la temporada 1899/1900, aunque el primer resultado conocido fue en noviembre del año 1900 y terminó 0-0. El siguiente enfrentamiento terminó 2-2 y luego de ello, el Círculo Brujas ganó 5 partidos consecutivos hasta que en octubre de 1904 el Club Brujas ganó su primer partido 5-0.
Antes de la Primera Guerra Mundial, Club Brujas dominó al Círculo Brujas ganando 13 de los últimos 19 enfrentamientos antes de la guerra, mientras que el Círculo Brujas solo ganó 2. Las cosas cambiaron antes de la Segunda Guerra Mundial, ya que Círculo Brujas dominó en los enfrentamientos, incluyendo tres títulos de liga y uno de copa.
Desde la década de los años 1970, el Club Brujas ha sido uno de los clubes más exitosos de Bélgica, obteniendo en ese periodo más de 10 títulos de liga y de copa, mientras que el Círculo Brujas tan solo ha ganado 3 copas de Bélgica durante el mismo periodo, lo que provocó que los aficionados del Club Brujas vieran al RSC Anderlecht como su rival por la cantidad de títulos entre ambos equipos. Dentro de la rivalidad, el Club Brujas ha tenido un mayor dominio tras tener una racha de 11 victorias consecutivas entre 1983 y 1988 y la victoria más amplia en los enfrentamientos, un 10-0 el 17 de enero de 1991.
Los partidos entre ambos generalmente se juegan en Bélgica, siendo la única rivalidad de Bélgica en la que ambos clubes nunca han disputado un partido fuera del país.

## Comparación
| Torneo           | Partidos | Cercle Brugge | Empates | Club Brugge | Goles del Cercle Brugge | Goles del Club Brugge |
| ---------------- | -------- | ------------- | ------- | ----------- | ----------------------- | --------------------- |
| Primera División | 150      | 29            | 33      | 88          | 165                     | 315                   |
| Segunda División | 12       | 1             | 3       | 8           | 5                       | 26                    |
| Copa             | 8        | 2             | 0       | 6           | 8                       | 19                    |
| Supercopa        | 1        | 0             | 0       | 1           | 2                       | 5                     |
| Total            | 171      | 32            | 36      | 103         | 180                     | 365                   |

## Récords

### Enfrentamientos
- Más victorias consecutivas (Club Brugge): 11, 7 de septiembre de 1983 al 31 de enero de 1988.
- Más victorias consecutivas (Cercle Brugge): 5, 24 de noviembre de 1901 al 18 de octubre de 1903.
- Más victorias consecutivas en casa (Club Brugge): 8, 7 de septiembre de 1983 al 27 de enero de 1991
- Más victorias consecutivas en casa (Cercle Brugge): 3, 19 de noviembre de 1922 al 25 de enero de 1925
- Más victorias consecutivas de visitante (Club Brugge): 7, 17 de octubre al 27 de noviembre de 2005
- Más victorias consecutivas de visitante (Cercle Brugge): 4, 22 de noviembre de 1925 al 22 de diciembre de 1930

- Más partidos sin derrota (Club Brugge): 17, 22 de octubre de 1972 al 14 de febrero de 1981. (incluye 15 victorias)
- Más partidos sin derrota (Cercle Brugge): 8, 4 de noviembre de 1900 al 24 de enero de 1904. (incluye 5 victorias)
- Más partidos en casa sin derrota (Club Brugge): 16, 9 de octubre de 1904 al 12 de octubre de 1924. (incluye 11 victorias)
- Más partidos en casa sin derrota (Cercle Brugge): 10, Temporada 1926-27 al 13 de febrero de 1949. (incluye 3 victorias)
- Más partidos de visita sin derrota (Club Brugge): 15, 22 de octubre de 1972 al 31 de enero de 1988. (incluye 13 victorias)
- Más partidos de visita sin derrota (Cercle Brugge): 5, 12 de octubre de 1924 al 22 de diciembre de 1930. (incluye 4 victorias)

### Resultados
- Mayor victoria (Club Brugge): 10 - 0, 17 de enero de 1991
- Mayor victoria (Cercle Brugge): 4 - 0, 9 de enero de 1910.
- Partido de más goles: 10 - 0, 17 de enero de 1991 y 5 - 5, 24 de mayo de 1992.
- Temporadas en las que han ganado enfrentamientos de ida y vuelta (Club Brugge): 27
- Temporadas en las que han ganado enfrentamientos de ida y vuelta (Cercle Brugge): 5

### Goleadores
| Nombre            | Club(s)       | Liga | Copa | Supercopa | Total |
| ----------------- | ------------- | ---- | ---- | --------- | ----- |
| Jan Ceulemans     | Club Brugge   | 12   |      |           | 12    |
| Marc Degryse      | Club Brugge   | 11   |      |           | 11    |
| Raoul Lambert     | Club Brugge   | 10   |      |           | 10    |
| René Vandereycken | Club Brugge   | 7    |      |           | 7     |
| Josip Weber       | Cercle Brugge | 7    |      |           | 7     |
| Willy Wellens     | Club Brugge   | 6    | 1    |           | 7     |
| Lorenzo Staelens  | Club Brugge   | 6    |      |           | 6     |
| Jan Sorensen      | Club Brugge   | 5    | 1    |           | 6     |
| Gert Verheyen     | Club Brugge   | 5    |      | 1         | 6     |
| Eric Buyse        | Cercle Brugge | 5    |      |           | 5     |
| Johny Thio        | Club Brugge   | 5    |      |           | 5     |
| Frank Farina      | Club Brugge   | 5    |      |           | 5     |
| Wesley Sonck      | Club Brugge   | 5    |      |           | 5     |

### Títulos por equipo
| Club              | Liga  | Liga | Copa  | Copa                                                                                              | Supercopa | Supercopa                                                                                            | Total |
| Club              | Total | Temporadas | Total | Temporadas                                                                                        | Total     | Temporadas                                                                                           | Total |
| ----------------- | ----- | --- | ----- | ------------------------------------------------------------------------------------------------- | --------- | --- | ----- |
| Cercle Brugge KSV | 3     | 1910-11, 1926-27, 1929-30 | 2     | 1926-27, 1984-85                                                                                  | 0         | | 5     |
| Club Brugge KV    | 19    | 1919–20, 1972–73, 1975–76, 1976–77, 1977–78, 1979–80, 1987–88, 1989–90, 1991–92, 1995–96, 1997–98, 2002–03, 2004–05, 2015-16, 2017-18, 2019-20, 2020-21,2021-22, 2023-24 | 11    | 1967–68, 1969–70, 1976–77, 1985–86, 1990–91, 1994–95, 1995–96, 2001–02, 2003–04, 2006–07, 2014-15 | 17        | 1980, 1986, 1988, 1990, 1991, 1992, 1994, 1996, 1998, 2002, 2003, 2004, 2005, 2016, 2018, 2021, 2022 | 47    |